# Dirac (codec)
Pour les articles homonymes, voir Dirac.
Dirac est un format de codage vidéo supportant la haute-définition conçu par la BBC et publié sous licence libre. Il est nommé en l'honneur du physicien Paul Dirac.

## Description
Dirac supporte une large gamme de définitions, allant du QCIF (176 × 144) à la TV HD (1920 × 1080). Le format de compression se base sur un codage par ondelettes afin d'atteindre de bons niveaux de qualité et de compression.
Une implémentation de recherche en C++ est développée sous le nom dirac-research par la BBC Research, et dans le même temps une version en C (le nom Schrödinger) optimisée  a été écrite et est maintenue par David Schleef, sous financement initial de la BBC.
Une version adaptée au broadcast et à la production vidéo est développée sous le nom de Dirac Pro.
Dirac Pro sera proposé à la normalisation à l'organisme SMPTE pour devenir le futur VC2.
Le 6 mars 2008 est publiée la bibliothèque Schrodinger implémentant le codec Dirac, basée sur les spécifications finales de celui-ci publiées le 21 janvier 2008, et devant faciliter le support de ce codec dans les applications multimédia.